# True O'Brien
True Laurita O'Brien (Los Angeles, 28 de fevereiro de 1994) é uma modelo e atriz estadunidense. Ela é mais conhecida por seu papel de Paige Larson na novela Days of Our Lives da NBC.

## Vida pessoal
O'Brien nasceu em Los Angeles, filha de Elizabeth Marie e John Richard O'Brien. Sua prima materna é a atriz Hailee Steinfeld. Ela namora com o ator Casey Moss desde 2015.

## Filmografia
| Ano                 | Título                  | Papel              | Nota(s)                                                    |
| ------------------- | ----------------------- | ------------------ | ---------------------------------------------------------- |
| 2012                | Jessie                  | Diamond Bloodworth | Episódio: "Trashin' Fashion"                               |
| 2014–15, 2017, 2020 | Days of Our Lives       | Paige Larson       | Papel regular 2014–15, convidada 2017 e 2020 138 episódios |
| 2016                | Queen Sugar             | Stella             | Episódio: "Thy Will Be Done" and "The Darker Sooner"       |
| 2016                | Code Black              | Joy Samton         | Episódio: "Hero Complex"                                   |
| 2018                | Taco Bell: Web of Fries | Millennial         | Curta-metragem                                             |

| Ano  | Título     | Artista       | Papel |
| ---- | ---------- | ------------- | ----- |
| 2009 | "One Time" | Justin Bieber | Extra |